# 中嶋潤一郎
中嶋潤一郎（なかしま じゅんいちろう、1973年11月1日 - ）は、和歌山県出身のジャグラー。1993年に創設された日本のジャグリングクラブ、マラバリスタの創設者の一人。「ジャグリングショップ ナランハ」(Naranja)を運営する株式会社ナランハの代表取締役社長を務める。

## 経歴
幼い頃、中嶋の伯父にボール3個を使ったジャグリングを見せてもらったことが、ジャグリングとの最初の遭遇となる。その技に感動し、練習をしていたことがある。
本格的にジャグリングを始めたのは、智辯学園和歌山高等学校在学時の1990年、国際数学オリンピック日本代表選抜2次試験成績優秀者（上位19名）に名を連ねたことがきっかけで、ピーター・フランクルと出会った影響が大きい。なお、1991年の第1回日本数学オリンピック成績優秀者（上位21名）の中にも中嶋の名前を見ることができる。
高校の文化祭で、後につぶつぶオレンジを結成することになる同級生本多宏充とジャグリングの発表を行う。数学とジャグリングを介したピーター・フランクルとの交流も続くことになる。
東京大学入学後、ピーター・フランクルの勧めで、ジャグリングのサークルを立ち上げることになる。当初、けん玉サークルの一部分として始まったのが後にマラバリスタと呼ばれる日本有数の大きなジャグリングサークルに育って行くことになる。
新宿のストリートなどでの大道芸、大学の文化祭等を経て、1994年よりイベントに出演を開始する。1996年の北京でのソロ公演を機にソロジャグラーとしてデビュー。各地のイベントで活躍を続ける。
東京大学大学院博士課程在学中の1998年3月には日本初のジャグリング用品専門店「ジャグリングショップ ナランハ」を創業。また、ジャグリングの入門書の執筆、翻訳も行っている。
平成11年から13年まで日本ジャグリング協会の理事長を務めた。

## 著作
出版はいずれもナランハから。
- 『ボールジャグリング入門』 （2001年 ISBN 978-4931571006）
- 『クラブジャグリング入門』 （2002年 ISBN 978-4931571020）

## 翻訳
出版はいずれもナランハから。
- 『バルーン・ニュー・スカルプチャー』 パウロ・ミケロット  ISBN 978-4931571051
- 『ザ・メテオ・ブック』 リス・トーマス ISBN 978-4931571044
- 『ボール・スピニング・ブック ジャグラー、そして球技プレーヤーのために』 リス・トーマス ISBN 978-4931571150
- 『ポイ・スピニング・ブック』 ミハル・カーン ISBN 978-4931571075